# Kijevi pályaudvar
A Kijevi pályaudvar (oroszul: Киевский вокзал, Kijevszkij vokzal) Moszkva kilenc fejpályaudvarának egyike. Innen indul és ide érkezik a dél- és közép-európai (köztük sokáig a budapesti is), valamint az ukrajnai vonatok túlnyomó része.
A pályaudvar építészeti műemlék, az Oroszországi Föderáció kulturális örökségének része. Az előtte fekvő tér is a pályaudvar nevét viseli. (Ploscsagy Kijevszkovo vokzala, Площадь Киевского вокзала)
Az állomáshoz csatlakozik a moszkvai metró 3-as (Arbatszko-Pokrovszkaja), a 4-es (Filjovszkaja) és az 5-ös számú (Kolcevaja) vonalának csomópontja a három Kijevszkaja nevű állomással.

## Története és felépítése
Az állomás 1914 és 1918 között épült neobizánci stílusban a hozzá tartozó 51 méter magas óratoronnyal. Eredetileg Brjanszki pályaudvarnak hívták. A csarnokot Ivan Rerberg és Vlagyimir Suhov tervezte. Az épület az akkori idők építészeti és mérnöki látványosságának számított.
A peronok mindegyike üvegtetővel fedett. Az üvegtető 321 méter hosszú, 47,9 méter széles és 30 méter magas, össztömege pedig meghaladja az 1250 tonnát. Az egyes építészeti, szerkezeti elemek jól láthatóak, ami tovább emeli a grandiózus épület eleganciáját.

## Célállomások

### Nagytávolságú vonatok
| Vonatszám     | Vonat neve     | Célállomás | Üzemeltető                 |
| 005           |                | Kijev      | Ukrán Vasutak              |
| 023           |                | Odessza    | Ukrán Vasutak              |
| 073           |                | Lviv       | Ukrán Vasutak              |
| 061           |                | Mikolajiv  | Ukrán Vasutak              |
| 047, 065      |                | Chișinău   | Moldova vasúti közlekedése |
| 737, 739, 741 | «Nap expressz» | Brjanszk   | Oroszországi Vasutak       |
| 107, 121, 207 |                | Brjanszk   | Oroszországi Vasutak       |
| 085           |                | Klimov     | Oroszországi Vasutak       |
| 131           |                | Novozibkov | Oroszországi Vasutak       |
| 237           |                | Anapa*     | Oroszországi Vasutak       |

- - szezonális vonat (június - október).[1]

### Úticélok és országok
| Ország      | Célállomás                            |
| Oroszország | Brjanszk, Klimov, Novozibkov, Kaluga* |
| Ukrajna     | Kijev, Lviv, Mikolajiv, Odessza       |
| Moldova     | Chișinău                              |

- - külvárosi expressz.

Az alábbi célállomásokra üzemelnek helyközi vonatok: Szolncevo, Aprelevka, Naro-Fominszk, Balabanovo, Obnyinszk, Malojaroszlavec, Kaluga. Ezt az állomást használják továbbá a Vnukovói nemzetközi repülőtérre közlekedő Aeroexpress vonatok is.

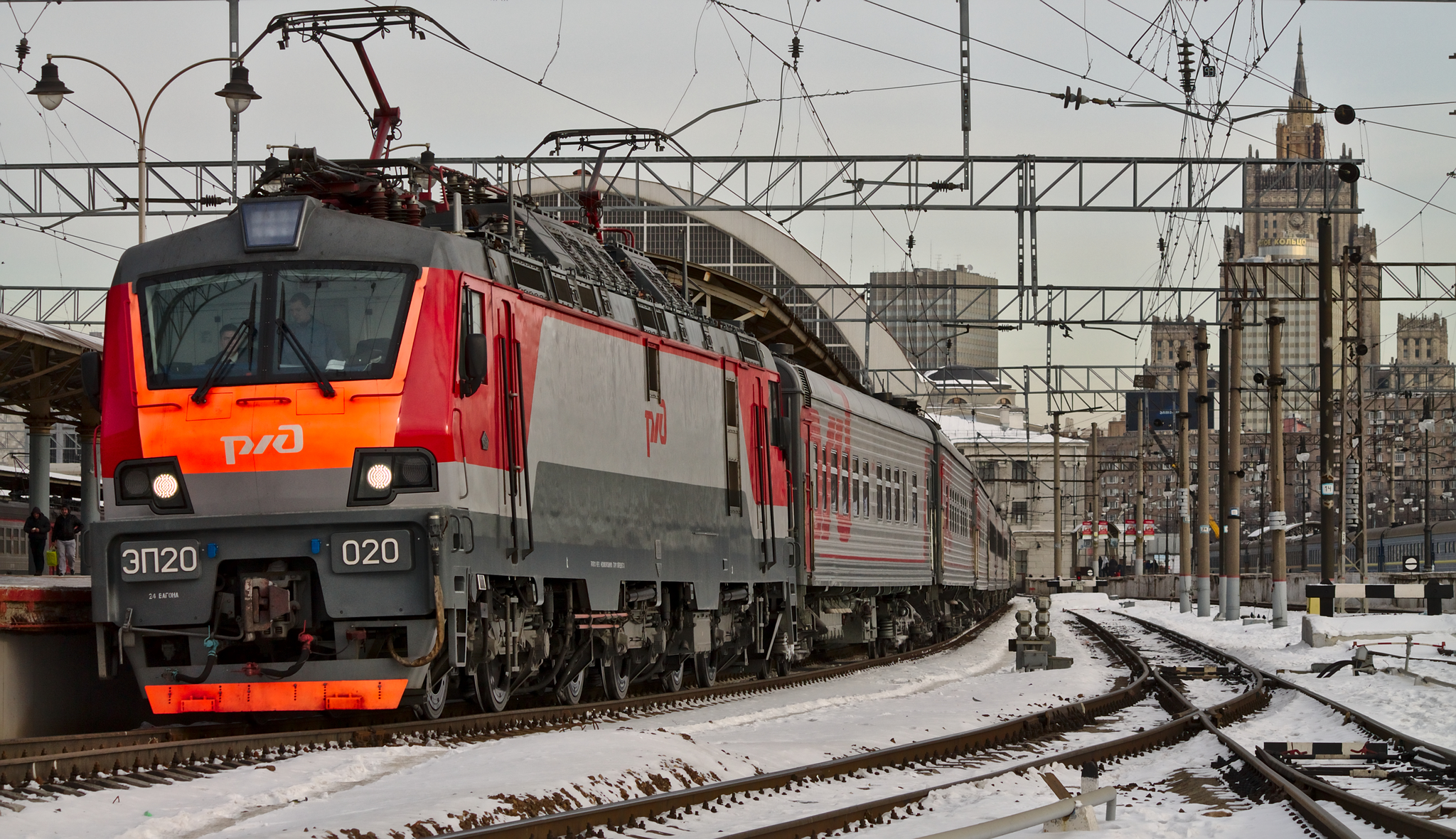
Kettős feszültségű, hattengelyes villamos mozdony EP20-020. (Kijevi pályaudvar, 2015)
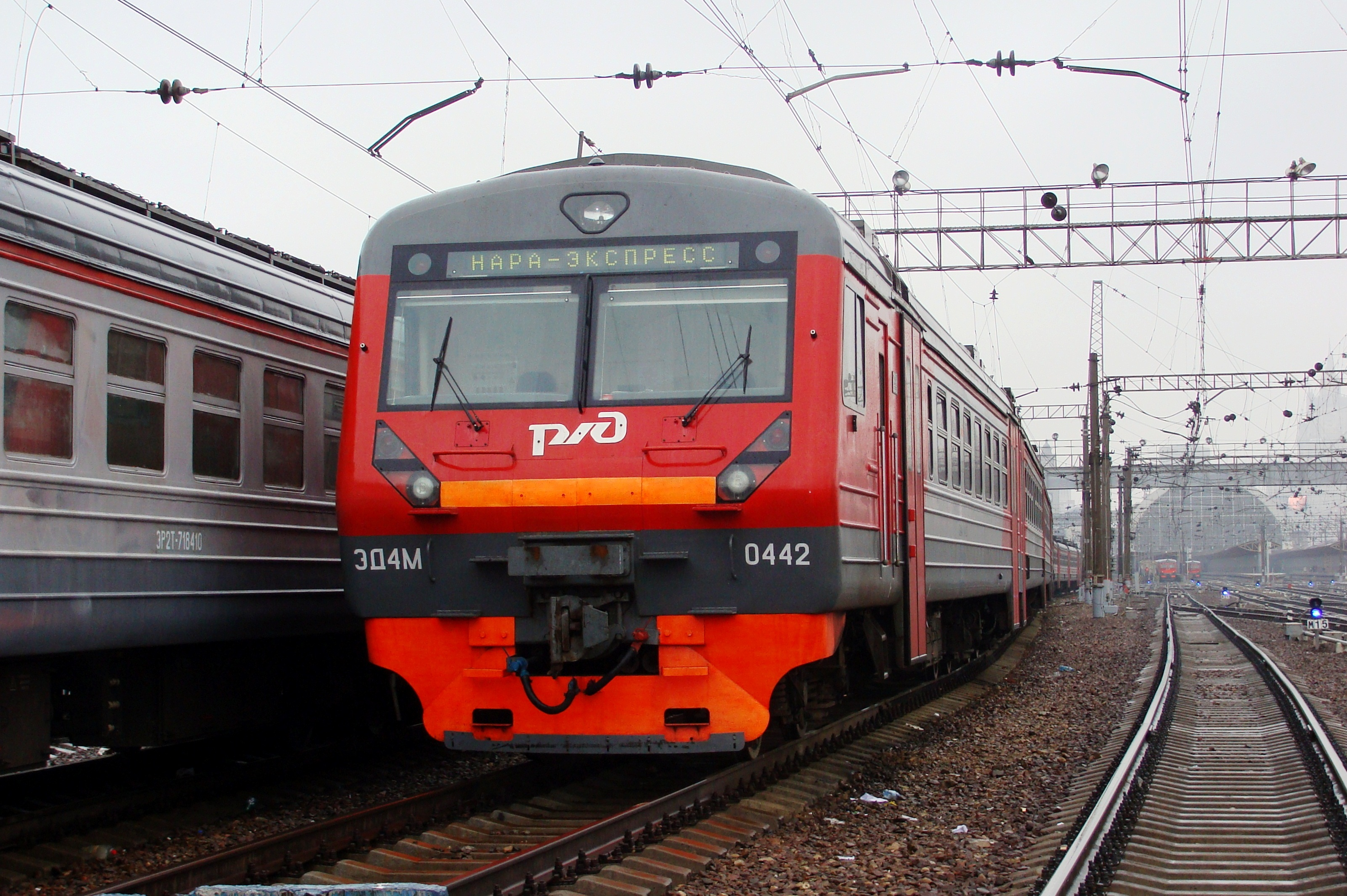
ED4m-0442 Moszkvában a Kijevi pályaudvaron, 2014
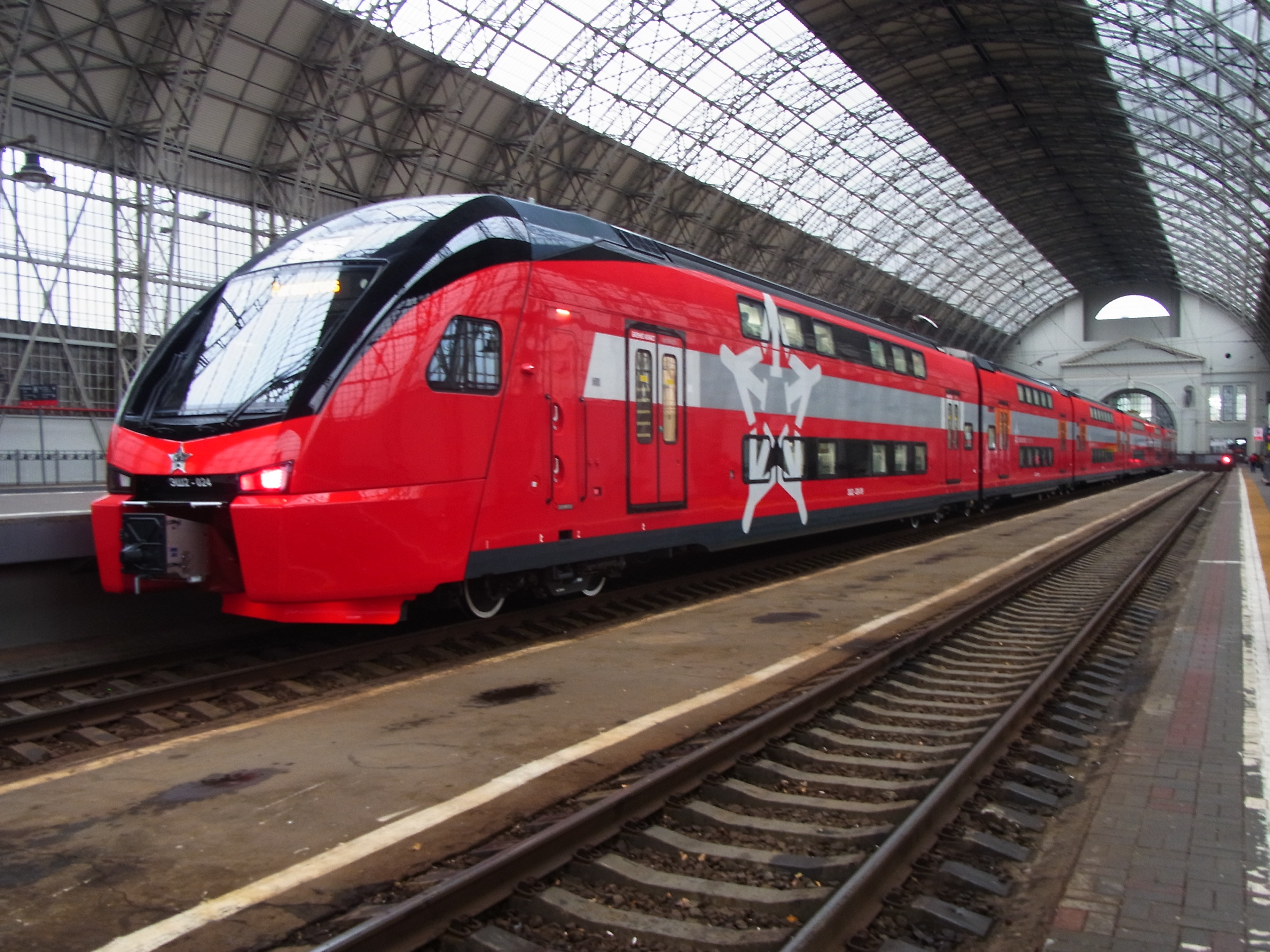
ES2 "Eurasia" Moszkva Aeroexpress a Vnukovói nemzetközi repülőtérre
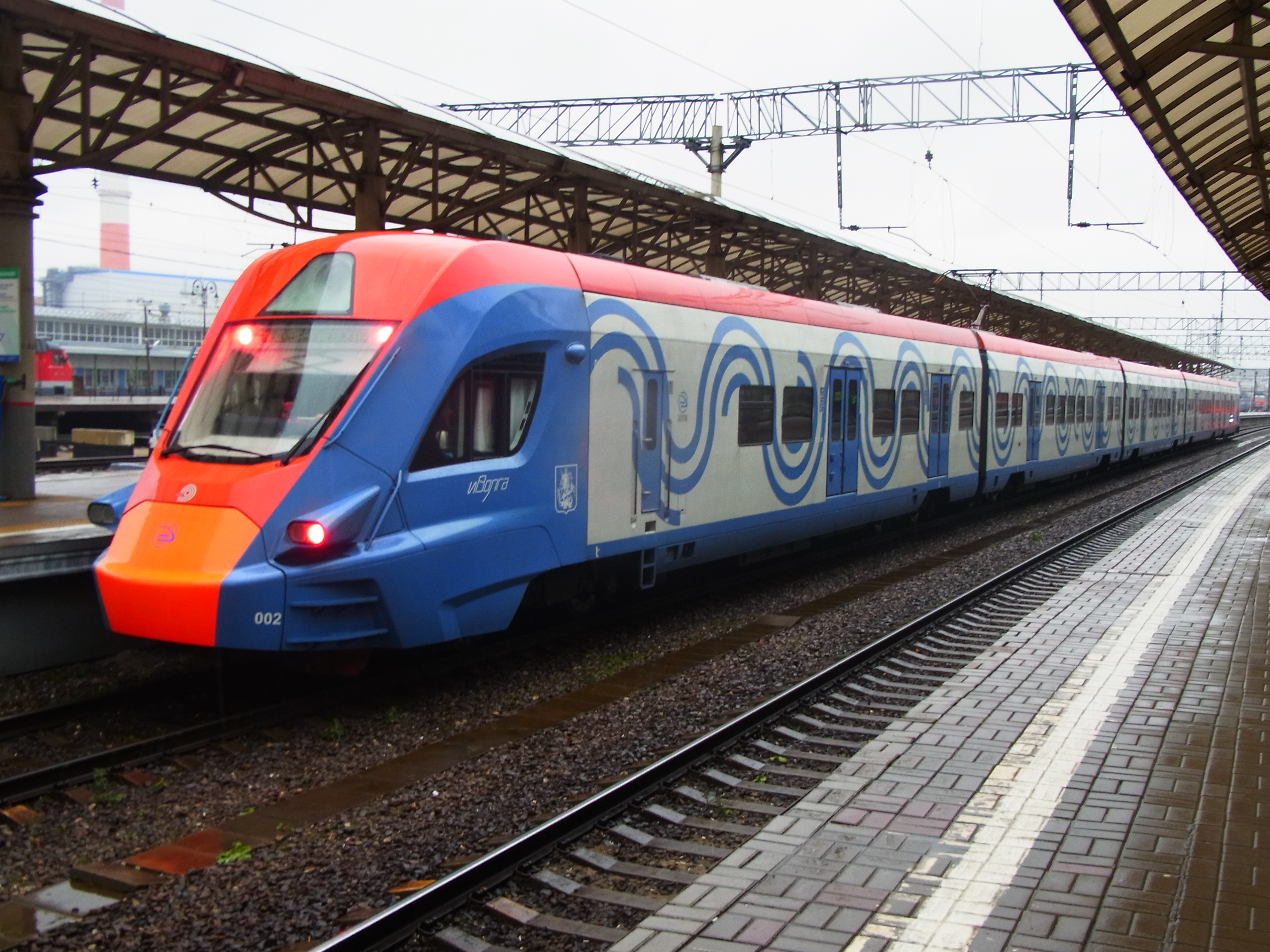
Moszkva városi vasút EG2Tv "Ivolga" a moszkvai Kijevi vasútállomáson

## Fordítás
- Ez a szócikk részben vagy egészben  a   Kiyevsky Rail Terminal című angol Wikipédia-szócikk ezen változatának fordításán alapul.  Az eredeti cikk szerkesztőit annak laptörténete sorolja fel. Ez a jelzés csupán a megfogalmazás eredetét és a szerzői jogokat jelzi, nem szolgál a cikkben szereplő információk forrásmegjelöléseként.
- Ez a szócikk részben vagy egészben  a(z)   Киевский вокзал című orosz Wikipédia-szócikk ezen változatának fordításán alapul.  Az eredeti cikk szerkesztőit annak laptörténete sorolja fel. Ez a jelzés csupán a megfogalmazás eredetét és a szerzői jogokat jelzi, nem szolgál a cikkben szereplő információk forrásmegjelöléseként.

## Kapcsolódó szócikk
- Oroszországi Vasutak